# Dans la roue de l'équipe Movistar 2019
Dans la roue de l'équipe Movistar 2019 (El Día Menos Pensado : Inside Movistar Team) est une série documentaire réalisée en collaboration entre le réalisateur Marc Pons Molina et l'équipe masculine Movistar, qui fait partie des équipes de cyclisme sur route de première division.
La série couvre les saisons 2019 et 2020 et principalement les trois grands tours. Elle donne un aperçu exclusif des coulisses des coureurs de l'équipe Movistar. Elle est diffusée depuis le 27 mars 2020 sur Netflix.

## Épisodes
|  | 1 | 6 | 27 mars 2020 |
|  | 2 | 6 | 28 mai 2021  |

## Accueil
En France, lors de la sortie de la saison 1, Télérama regrette la « construction alambiquée et le montage trop nerveux », mais note « quelques moments très forts », rendant le documentaire « inégalement traité mais précieux pour les fans. ».

## Production
Le réalisateur Marc Pons Molina avait déjà réalisé un documentaire pour le 40e anniversaire de l'équipe Movistar. Il a ensuite commencé la production d'un documentaire sur la saison 2019 de l'équipe, puis l'a proposé à Netflix. La saison 2 est sortie le 28 mai 2021 sur Netflix.